# BMW i7
A BMW i7 (modellkód: G70 BEV) egy akkumulátoros elektromos, prémium szedán autótípus. A BMW 7-es sorozatának 2022-ben bemutatott 7. generációjának elektromos változata.

## Bemutatás
A BMW 2021. december 1-jén jelentette be hivatalosan, hogy a 7-es sorozatának 7. generációjából teljesen elektromos változat is készül. 2022. április 20-án mutatták be hivatalosan a BMW i7-est.
Az i7-et ezt követően M70-es változatban kínálják, 660 LE maximális teljesítménnyel.
A BMW 7-es sorozatának a 2 000 000. legyártott darabja egy i7-es volt, melyet 2022 decemberében gyártottak le.

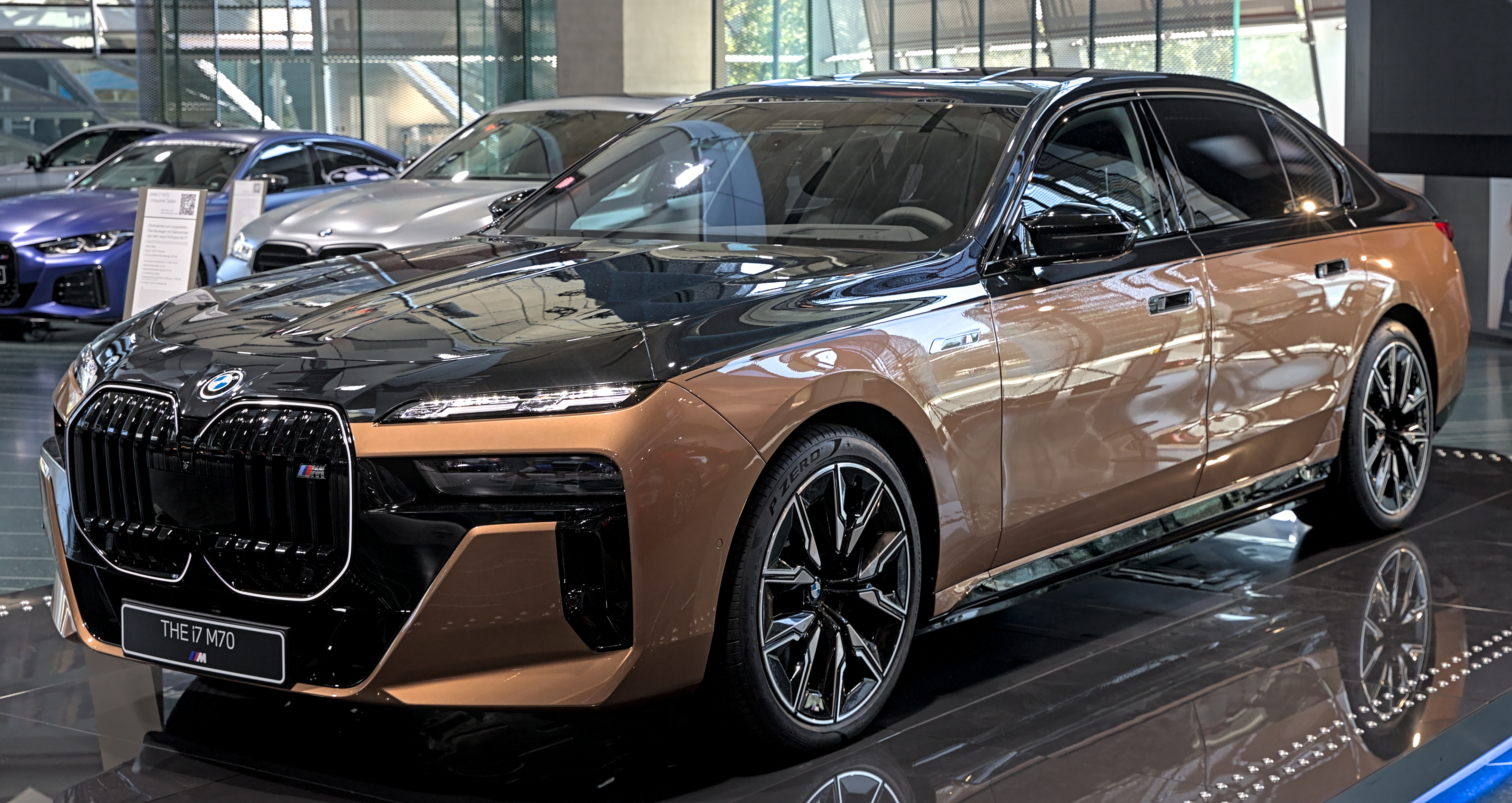
Elölnézetből
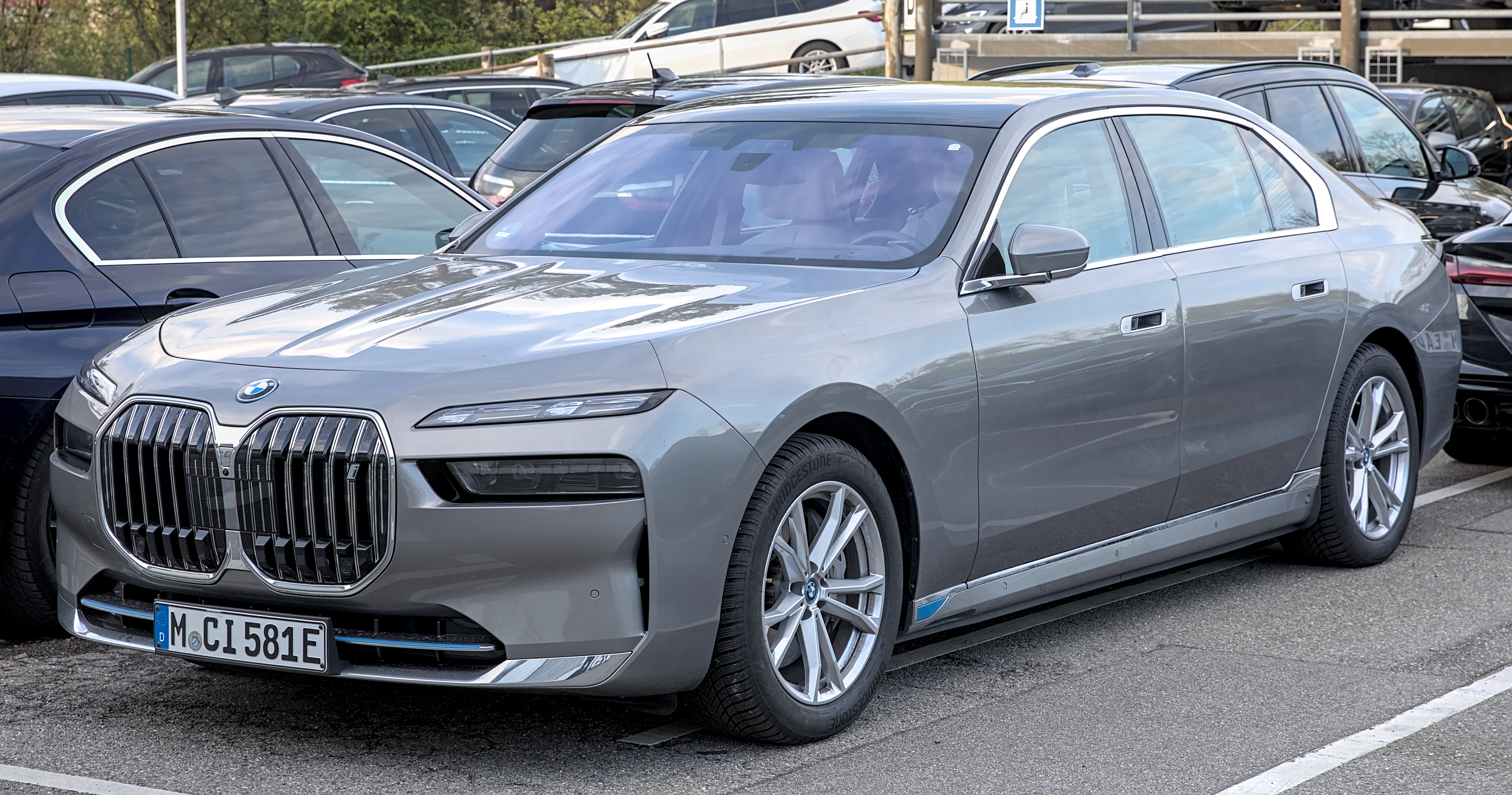
Elölnézetből
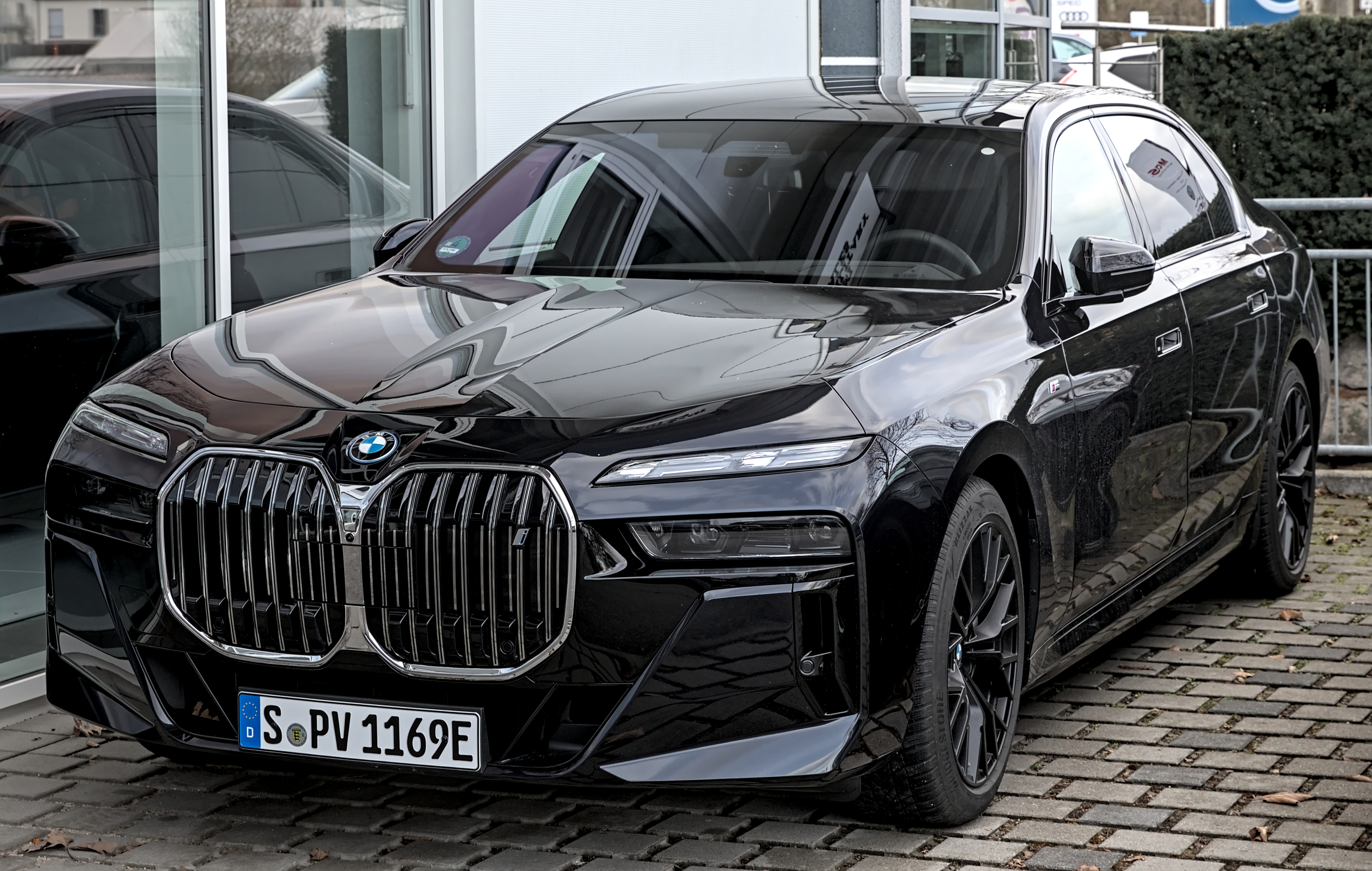
Elölnézetből
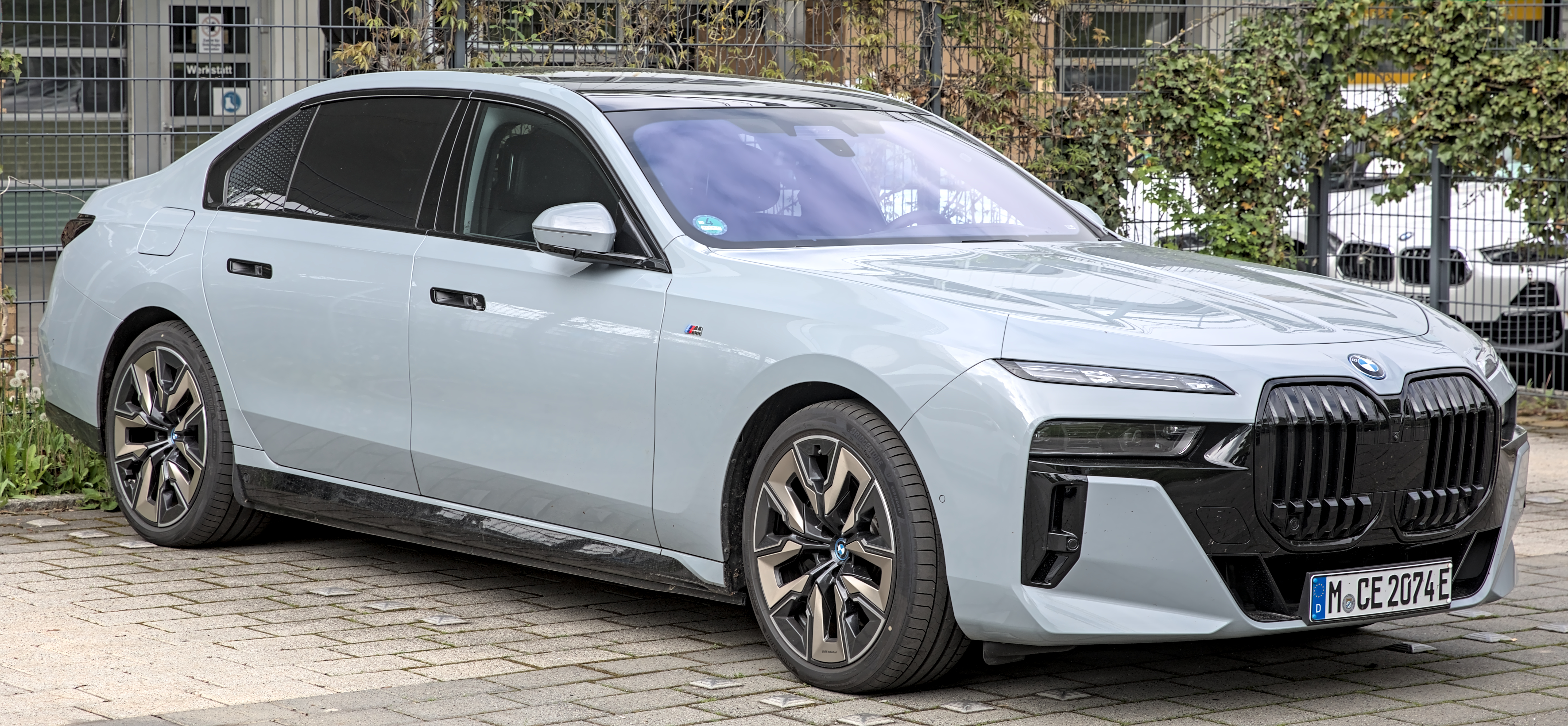
Elölnézetből
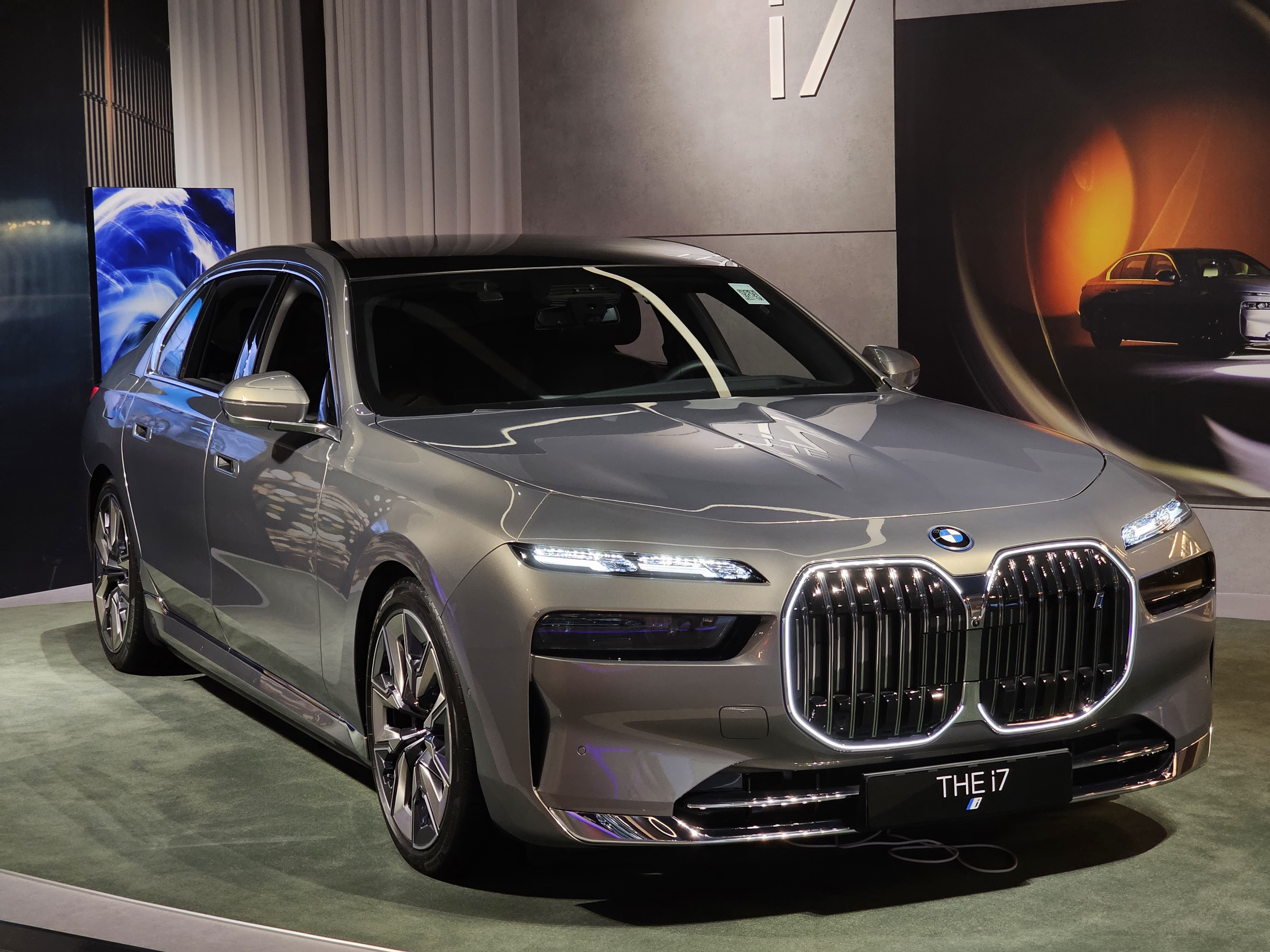
Elölnézetből
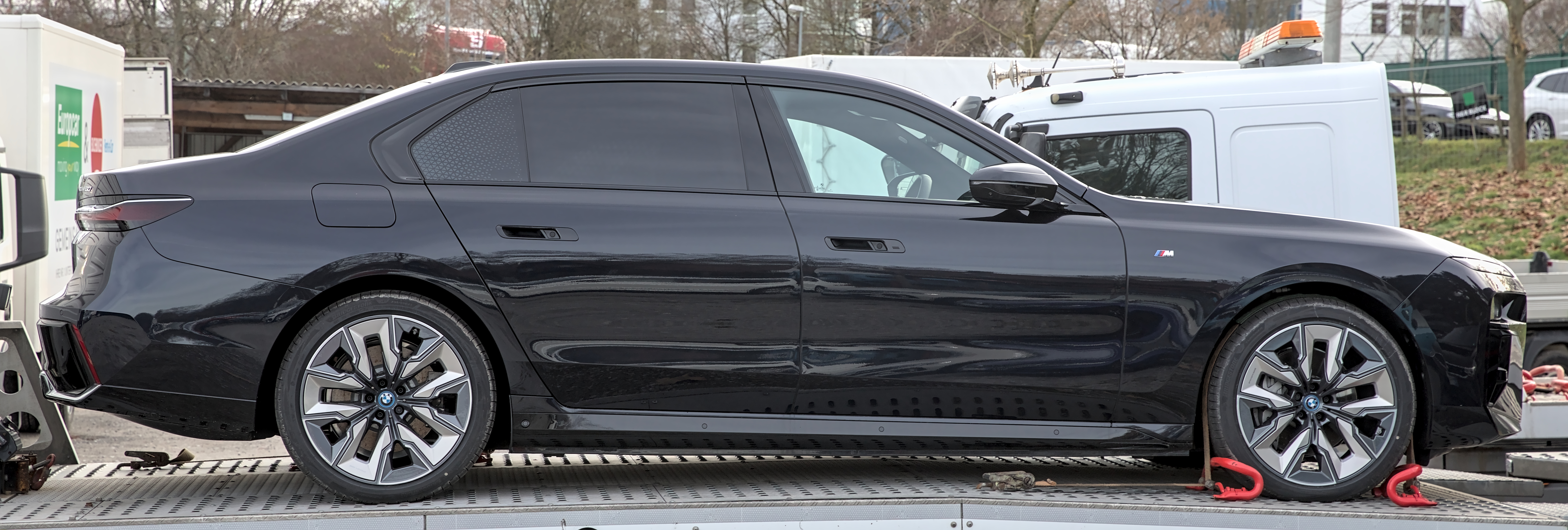
Oldalnézetből
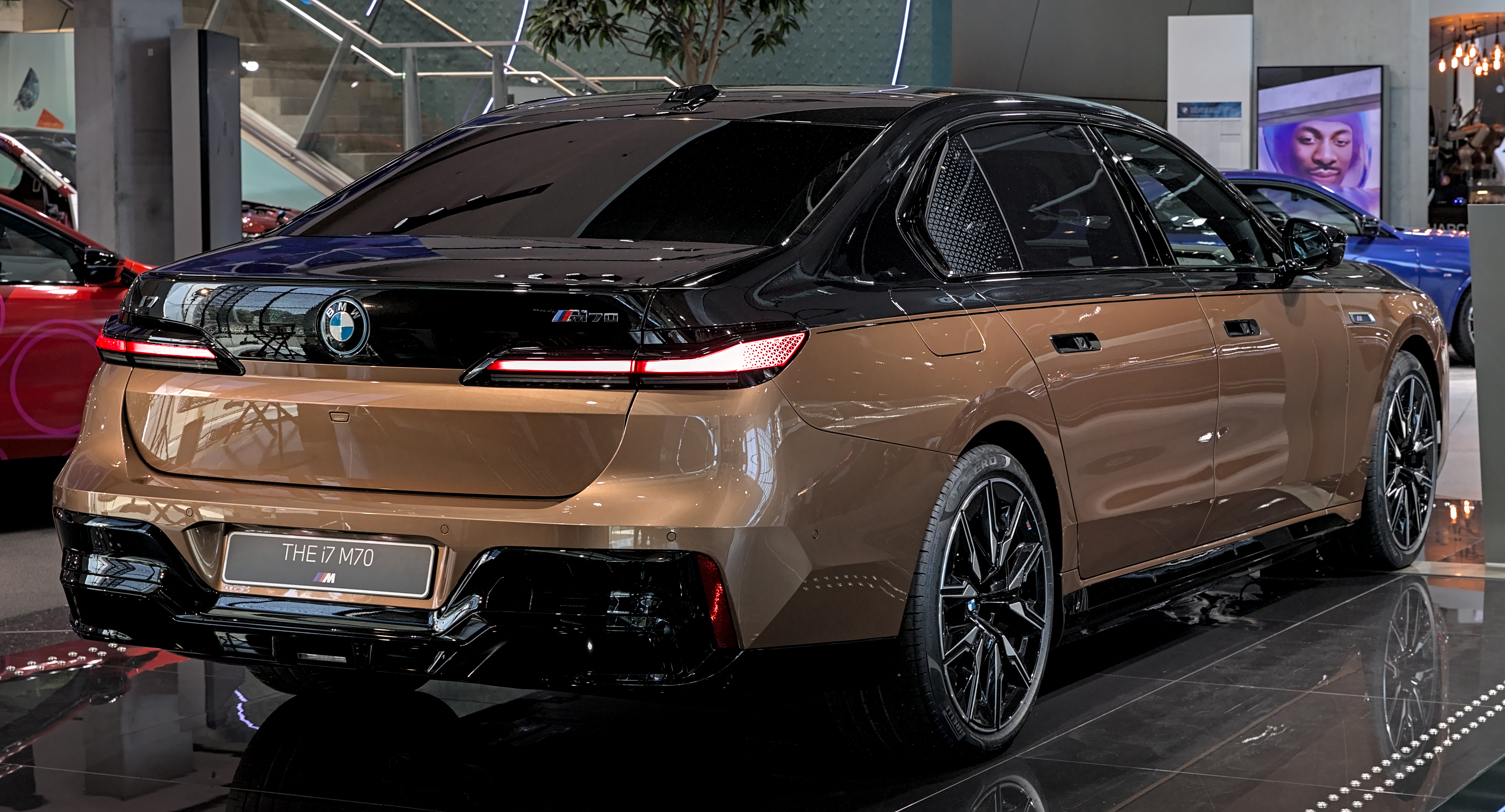
Hátulnézetből
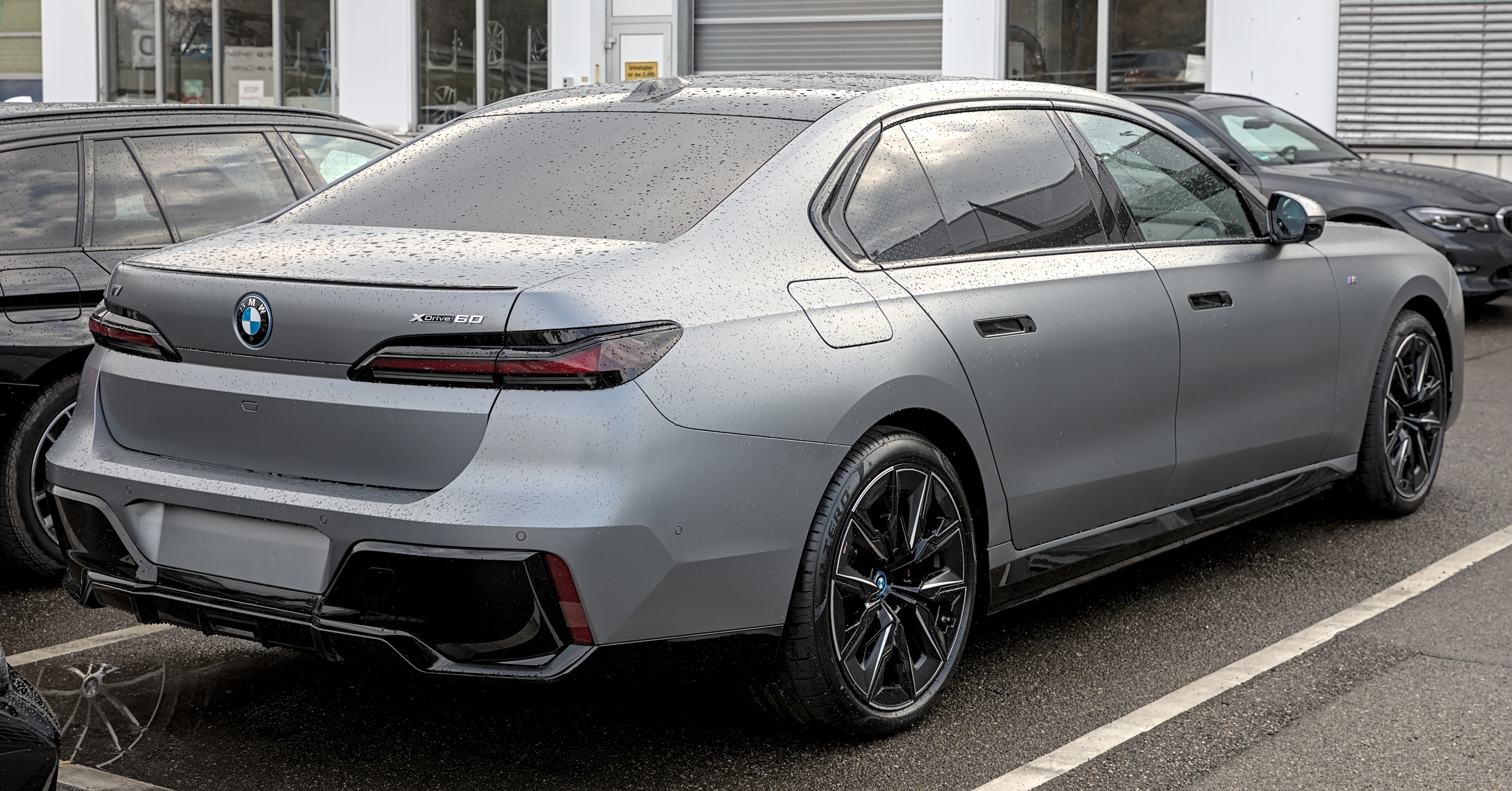
Hátulnézetből
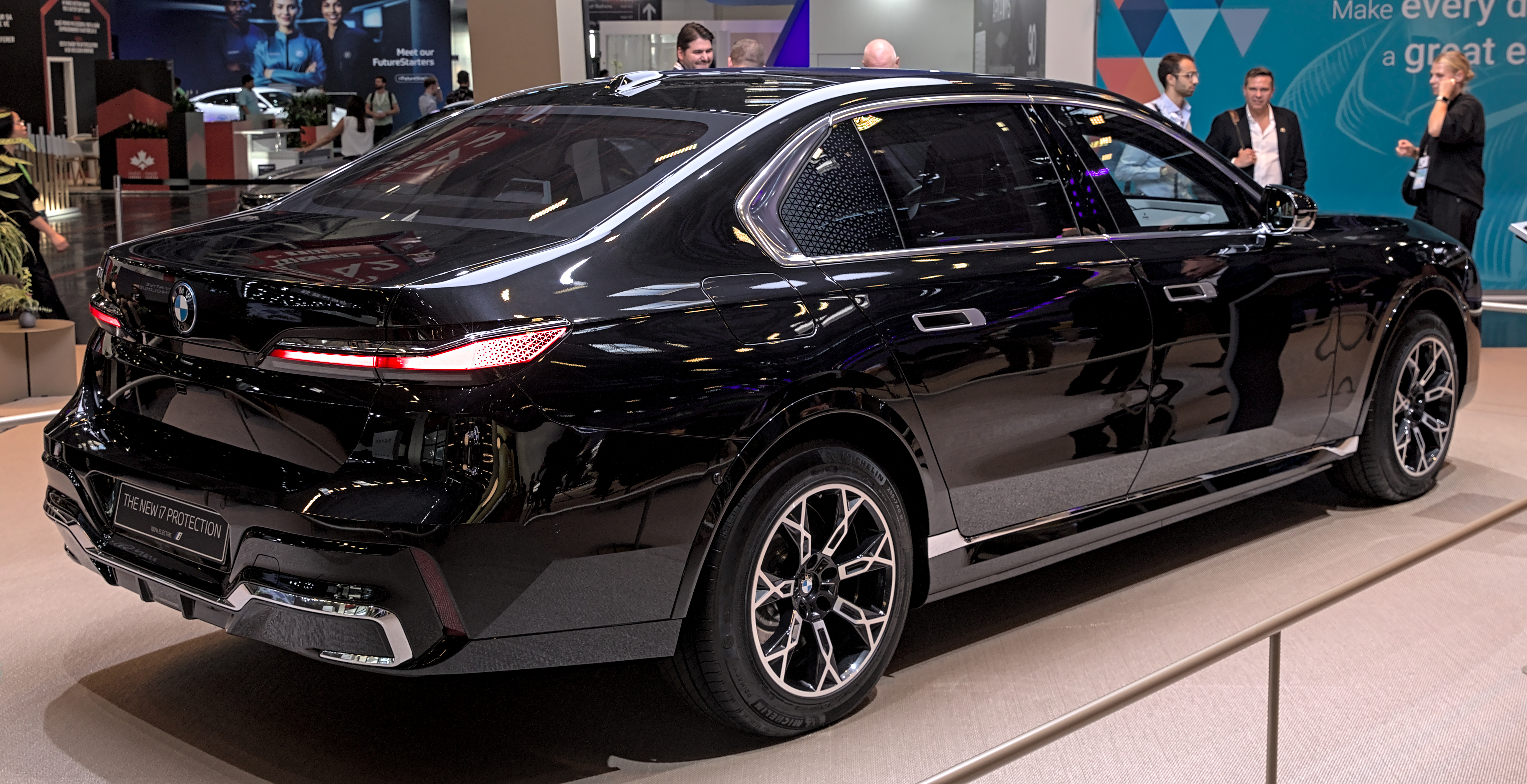
Hátulnézetből
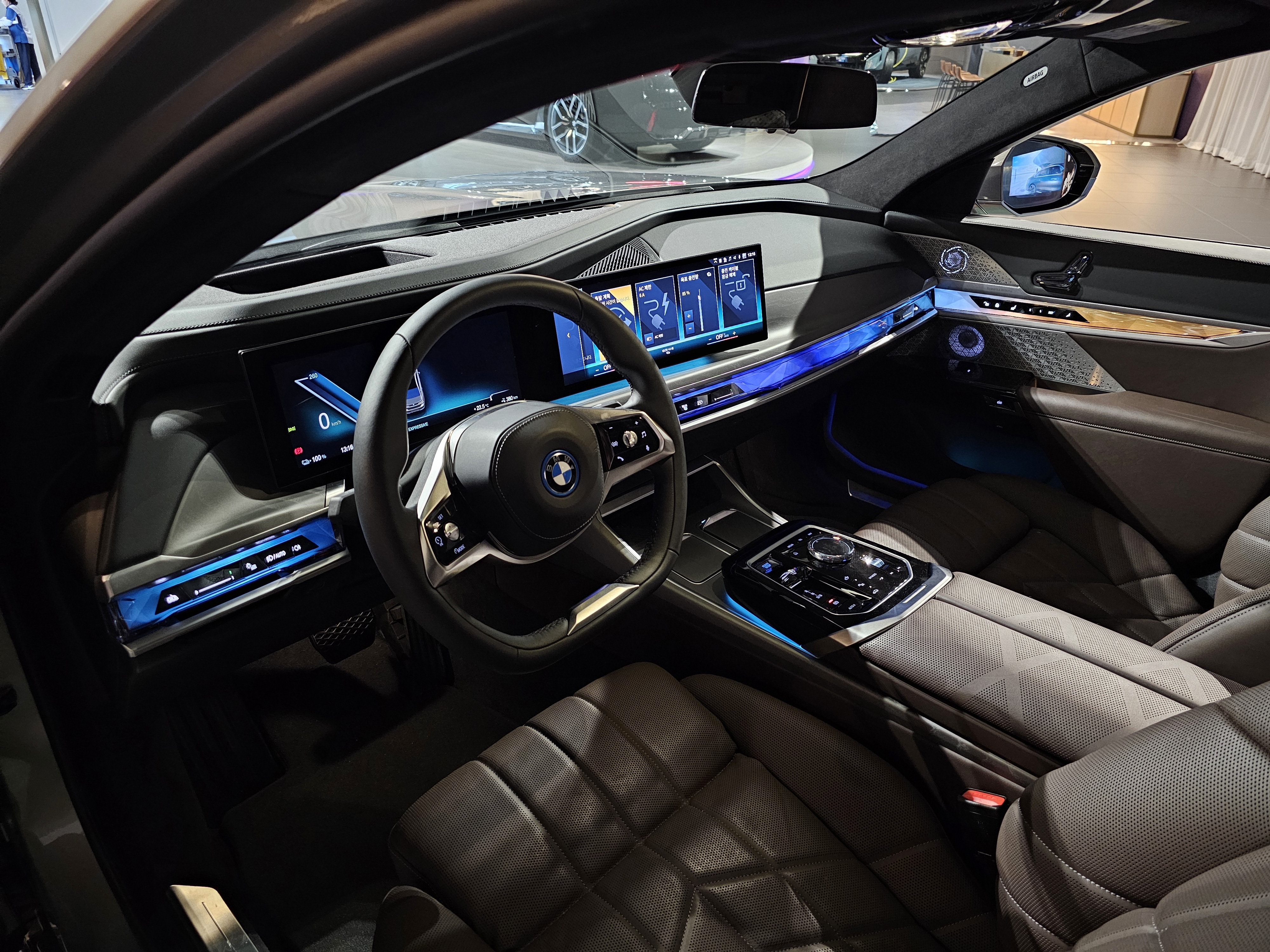
A BMW i7 belső tere
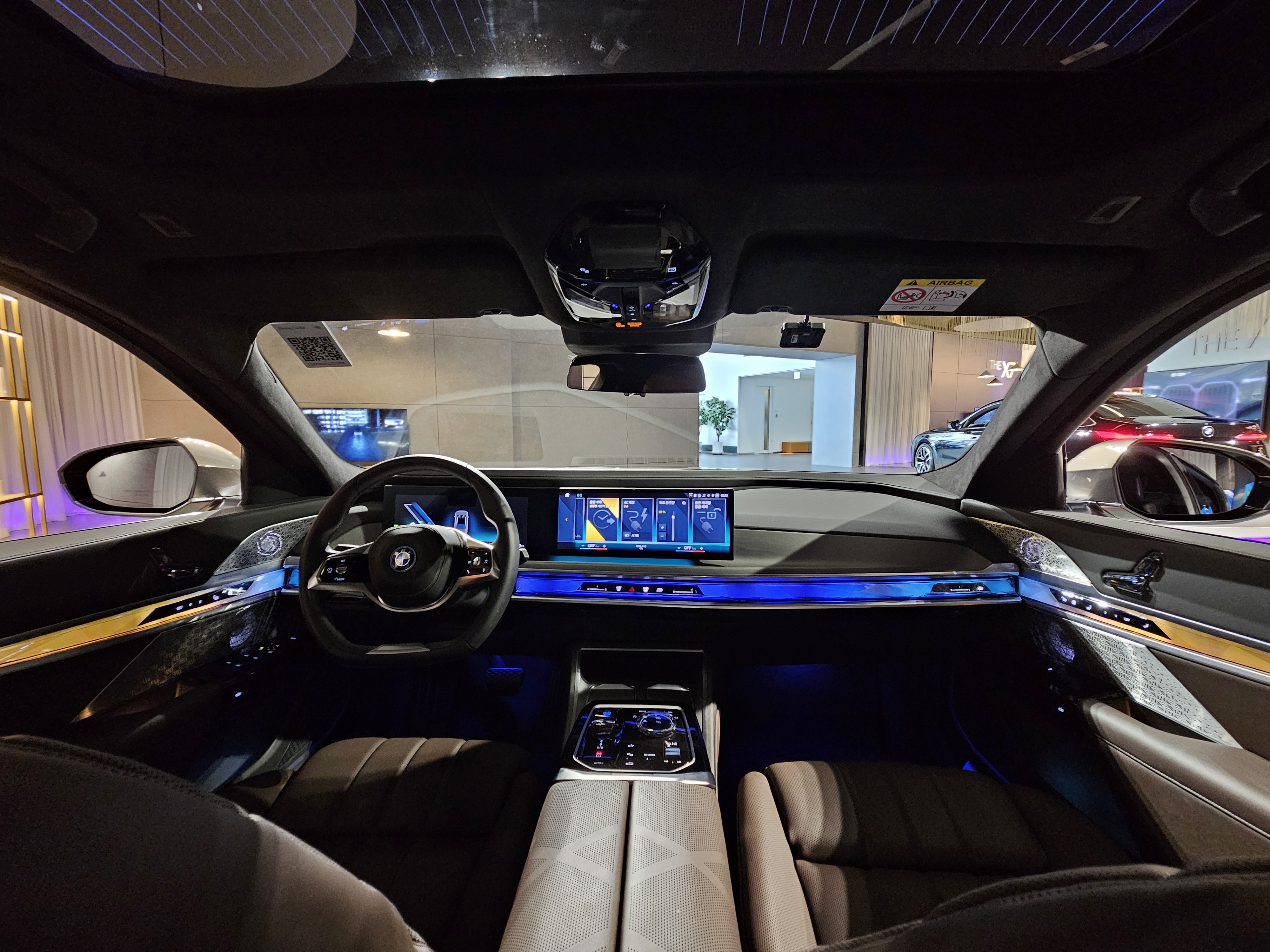
A BMW i7 belső tere
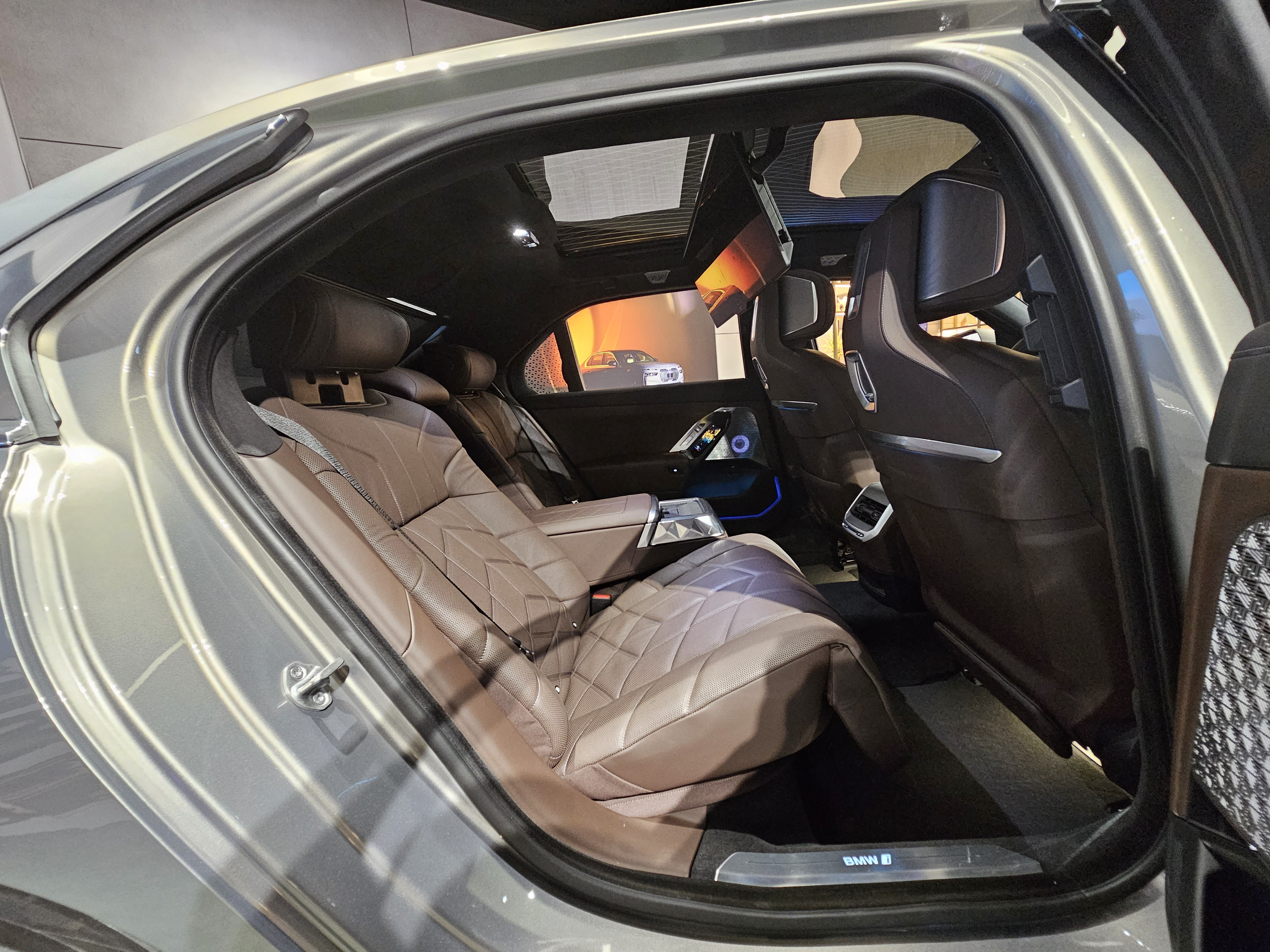
A BMW i7 hátsó üléssora
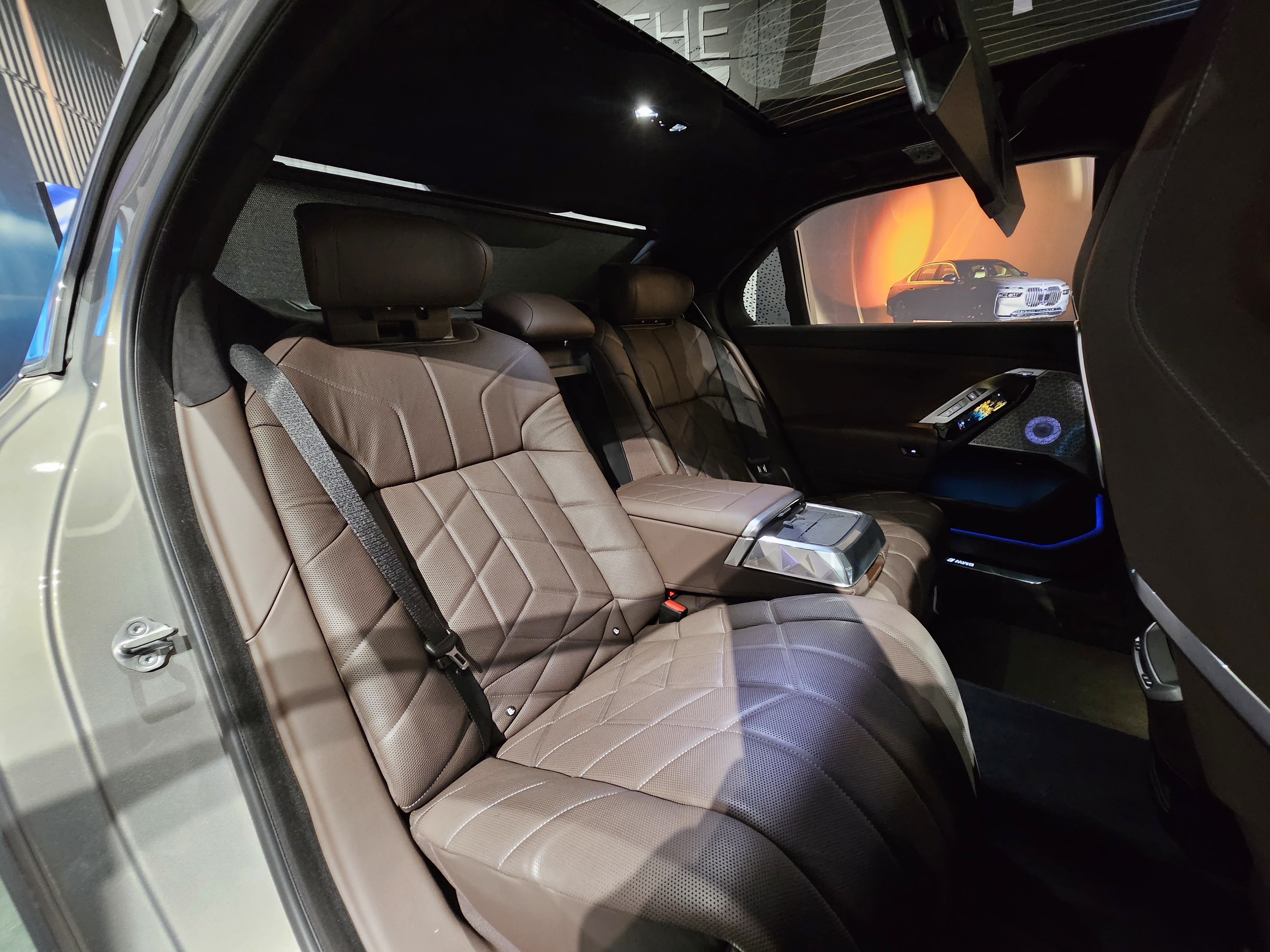
A BMW i7 hátsó üléssora

## Technikai sajátosságok
Az i7 a CLAR platformon alapul, és megkapta a BMW elektromos mechanikájának ötödik generációját, amellyel a BMW iX is rendelkezik.

### Technikai adatok
| Logo de BMW              | BMW i7                                     |
| Logo de BMW              | xDrive60                                   |
| Motor típusa             | Két elektromosan gerjesztett szinkronmotor |
| Motor teljesítmény (kW)  | 400 kW                                     |
| Maximális teljesítmény   | 544 LE                                     |
| Maximális nyomaték       | 745 Nm                                     |
| Maximális sebesség       | 240 km/óra                                 |
| Gyursulás (0-100 km/óra) | 4,7 mp                                     |
| Tömeg                    | 2700 kg                                    |
| Akkumulátor              |                                            |
| Akkumulátor típusa       | Lítium-ion                                 |
| Hasznos kapacitás        | 101,7 kWh                                  |
| Hatótáv (WLTP ciklus)    | 590-625 km                                 |

### Akkumulátor
A BMW i7 101,7 kWh kapacitású lítium-ion akkumulátorral rendelkezik, amely 590 és 625 km közötti hatótávolságot biztosít.

## Fordítás
Ez a szócikk részben vagy egészben  a   BMW i7 című francia Wikipédia-szócikk ezen változatának fordításán alapul.  Az eredeti cikk szerkesztőit annak laptörténete sorolja fel. Ez a jelzés csupán a megfogalmazás eredetét és a szerzői jogokat jelzi, nem szolgál a cikkben szereplő információk forrásmegjelöléseként.